# آربکا
آربکا (به اسپانیایی: Arbeca) یک منطقهٔ مسکونی در اسپانیا است که در گاریگوس واقع شده‌است. آربکا ۵۸٫۳ کیلومتر مربع مساحت دارد ۳۳۲ متر بالاتر از سطح دریا واقع شده‌است.